# جان زاکسن
جان زاکسن (انگلیسی: John of Saxony) یک ستاره‌شناس عرب-آلمانی است که در قرن چهاردهم میلادی در ماگدبورگ می‌زیسته‌است. ستاره‌شناس قرون وسطی بود. اگرچه تولد دقیق او نامشخص است، اعتقاد بر این است که او در آلمان، به احتمال زیاد ماگدبورگ متولد شده‌است. اعتقاد بر این که کار علمی او از پایان قرن ۱۳ تا اواسط قرن ۱۴ ادامه داشته‌است. او بیشتر فعالیت فعال خود را، از حدود ۱۳۲۷ تا ۱۳۵۵، در دانشگاه پاریس گذراند.